# Dresdener Bahnhof
Het Dresdener Bahnhof was het oorspronkelijke kopstation in Berlijn van de spoorlijn Berlijn - Dresden. 

## Geschiedenis
Op 22 april 1872 besloot het Ministerie van Oorlog een militaire spoorlijn aan te leggen en te exploiteren langs de toekomstige lijn Berlijn-Dresden. Door de paniek van 1873 kwam de spoorwegmaatschappij in financiële moeilijkheden. De bouw van een groot ontvangstgebouw werd daarom uitgesteld en in plaats daarvan werd aan de westzijde van het perron een langgerekt vakwerkgebouw (met overdekte perrons) gebouwd volgens de eenvoudigste bouwmethode. De bouw van een representatief stationsgebouw was gepland aan de kop van de spoorwegfaciliteiten aan de Luckenwalder Straße, maar werd niet gerealiseerd.
Het station werd ingehuldigd op 17 juni 1875 en bediende het verkeer van en naar Dresden. In Dresden was er het Berliner Bahnhof als eindpunt van de lijn. 
Slechts enkele jaren na de opening werd besloten om het passagiersverkeer van de spoorlijn naar het nieuwe Anhalter Bahnhof, dat in 1880 geopend werd, te leiden. Op 15 oktober 1882 werd het station gesloten. Alle gebouwen werden in de daaropvolgende jaren gesloopt. 

Anhalter Bahnhof |
Dresdener Bahnhof |
Görlitzer Bahnhof |
Hamburger Bahnhof |
Lehrter Bahnhof |
Militärbahnhof |
Nordbahnhof |
Ostbahnhof |
Potsdamer Bahnhof |
Stettiner Bahnhof |
Wriezener Bahnhof